# Dreamcast Collection
Dreamcast Collection est une compilation de jeux vidéo éditée par Sega, sortie le 25 février 2011 sur Xbox 360 et PC. Elle comprend quatre jeux sortis initialement sur Dreamcast entre 1999 et 2002. Ces jeux sont Crazy Taxi, Sega Bass Fishing, Sonic Adventure et Space Channel 5: Part 2.
Tous les jeux de la compilation sont disponibles à l'unité sur le Xbox Live Arcade, le PlayStation Network et Steam. Dreamcast Collection était prévu aussi sur PlayStation 3 à l'origine, mais sa sortie n'a finalement jamais eu lieu sur cette plate-forme.

## Accueil
Les sites spécialisés ont réservé un accueil défavorable à la compilation, regrettant notamment le choix peu judicieux des jeux rassemblés, l'absence du format 16:9 sur Sonic Adventure et l'impossibilité de retourner au menu de sélection du jeu une fois un de ceux-ci lancé. La version Xbox 360 du jeu obtient un score de 53 % sur Metacritic sur la base de 31 critiques.